# 格更召
格更召，位于内蒙古自治区鄂尔多斯市杭锦旗吉日嘎朗图镇格更召嘎查，是一座藏传佛教格鲁派寺院。

## 简介
2008年9月26日，杭锦旗民族事务局组织召开了杭锦旗第一界喇嘛代表大会，格更召派员参加，参加大会的还有沙日特莫图庙（菩提济度寺）、哈日扎日格庙、罗卜召、沙日召、哈毕日格庙、哈日根图庙（吉祥圆满寺）的喇嘛，大会成立了杭锦旗首届佛教协会，沙日特莫图庙（菩提济度寺）的扎木斯仁扎布当选会长，格更召的丹曾扎木苏当选副会长之一。